# Бехем (герб)
Бехем (Бем, Бехем I, пол. Behem, Behem І, Behm, Bem) – шляхетський герб з нобілітації.

## Опис герба
Щит розсічено по вертикалі. У першому срібному полі зелений здиблений гриф в ліво, у другому червоному полі срібний здиблений баран.
В клейноді гриф і баран, як на гербі.
Намет: праворуч — зелений, підбитий сріблом, ліворуч червоний, підбитий сріблом.
Баран походить від герба Юноша. Петро Бехем мав геральдичне усиновлена від Станіслава Карнковського, архієпископа Ґнєзненського і примаса Польщі, з одночасним дозволом на розширення власного герба.

## Історія
Наданий 1 липня 1570 року сенаторові ґданському Петру Бехему. Ідентичний за тематикою герб отримали під час нобілітації жителі Королівства Галичини і Володимирії Якуб, Ян та Андрій фон Бем 4 квітня 1803 року. Такого ж герба мала використовувати родина Бем де Косбан, Славомир Ґужинський припускає, що герб з 1803 року може посилатися на нього.

## Гербовий рід
Бауман (Bauman), Бем (Bem), фон Бем (von Behm), Бехем (Behem), Бохня (Bochnia), Мончевський (Mączewski).

## Відомі власники
- Войцех Бем — львівський райця та бурмистр
- Юзеф Захаріаш Бем — внук Войцеха Бема, повстанець листопадовий, головнокомандувач військ угорського повстання 1848 року
- Войцех Бем – професор Львівського університету, жертва червоного терору після окупації Галичини військами СРСР в 1939[5]